# Аді Ася Кац
Аді Ася Кац (англ. Adi Asya Katz; івр. עדי כץ нар. 6 грудня 2005, Тель-Авів) — ізраїльська гімнастка, що виступає в індивідуальній першості. Дворазова призерка чемпіонату Європи та триразова призерка чемпіонату світу серед юніорів.

## Спортивна кар'єра
Коли виповнилось чотири роки, почала відвідувати оздоровчу секцію гімнастики, де тренувала Лена Зелікман, що виявила талант до художньої гімнастики та рекомендувала мамі віддати Аді до клубу "Маккабі" в Тель-Авіві. В шестирічному віці Аді з родиною переїхала до Тель-Авіву, де тренується в клубі "Маккабі" в Тель-Авіві в групі Елли Самофалової.

### 2022
На дорослому чемпіонаті Європи, який проходив в ізраїльському Тель-Авіві, виборола дві бронзові нагороди (в командній першості та вправі зі стрічкою).

## Результати на турнірах
| Рік                | Змагання                      | Команда | АП |  |   |   |   |   |
| ------------------ | ----------------------------- | ------- | -- |  | - | - | - | - |
| Юніорські змагання |                               |         |    |  |   |   |   |   |
| 2018               | Чемпіонат Європи              |         |    |  |   |   |   | 5 |
| 2019               | Чемпіонат світу серед юніорів | 3       |    |  |   |   | 3 | 2 |
| Дорослі змагання   |                               |         |    |  |   |   |   |   |
| 2021               | Кубок виклику. Мінськ         |         | 9  |  |   |   | 6 |   |
| 2021               | Кубок світу. Софія            |         | 15 |  | 8 |   |   |   |
| 2022               | Кубок виклику. Памплона       |         | 5  |  | 6 | 5 | 2 | 5 |
| 2022               | Кубок виклику. Портіман       |         | 1  |  | 1 | 2 | 2 | 7 |
| 2022               | Кубок світу. Баку             |         | 10 |  | 3 |   |   | 7 |
| 2022               | Чемпіонат Європи              | 3       |    |  |   |   |   | 3 |
| 2023               | Чемпіонат Європи              | 3       | 10 |  | 2 |   |   | 7 |